# تقاف
عندما يعجز العقل عن الفهم، وحينما لا يقدم العلم والطب الأجوبة اللازمة حول الداء، وبعد أن ينضاف إلى ذلك ضعف إيمان الإنسان بنفسه وبحلول السماء، في الغالب ما يلجأ إلى التفكير في هادم اللذات.
التقاف هو مصطلح في العامّية المغربية:
يعتبر من أمور الشعوذة وهو عبارة عن ساحر(ة) يستخدم الجن، يقوم هذا الساحر بالحصول على السائل المنوي الخاص بالرجل أو المرأة، وبعدها يشرب السائل المنوي، بعدها بثواني قليلة يقوم الجن الخادم بطعن صاحب السائل المنوي في البربخ وهو عضو متصل بالخصية تتجمع فيه النطاف، يوجد هذا العضو أسفل الضهر، وينتج عنه تشنج لا إرادي لعضلات المهبل. 
ماذا يحدث للمصاب بهذا النوع من الداء المسمى بالتقاف:
- توقف الخصيتان عند الرجل عن تصنيع الحيوانات المنوية وهرمون التستوستيرون. 
-توقف المبيضان عن إنتاج هرمون الإستروجين وهرمون البروجستيرون، وهي الهرمونات المرتبطة بالصحة الإنجابية للمرأة
- توقف الدورة الشهرية
- فقدان الرغبة الجنسية للرجل و المرأة مع عدم القدرة على الانتصاب عند الرجل.
- فقدان حاسة الشم.
- فقدان حاسة الذوق.
- توقف الشعر والأظافر عن النمو.